# Parallelodiplosis abdominalis
Parallelodiplosis abdominalis är en tvåvingeart som först beskrevs av Ephraim Porter Felt 1921.  Parallelodiplosis abdominalis ingår i släktet Parallelodiplosis och familjen gallmyggor.
Artens utbredningsområde är New York. Inga underarter finns listade i Catalogue of Life.